# Броницька сільська рада (Дрогобицький район)
| Броницька сільська рада — орган місцевого самоврядування у Дрогобицькому районі Львівської області з адміністративним центром у с. Брониця. Історична дата утворення: в 1939 році. Сільській раді підпорядковані населені пункти: - с. Брониця |

## Склад ради
Рада складається з 14 депутатів та голови.

### Керівний склад ради
| ПІБ                         | Основні відомості                                                                | Дата обрання | Дата звільнення |
| --------------------------- | -------------------------------------------------------------------------------- | ------------ | --------------- |
| Яцикович Михайло Федоровича | Сільський голова, 1951 року народження, освіта, член Української Народної Партії | 26.03.2006   | 22.01.2007      |
| Демків Григорій Степанович  | Сільський голова, 1977 року народження, освіта, безпартійний                     | 17.06.2007   | 31.10.2010      |
| Демків Григорій Степанович  | Сільський голова, 1977 року народження, освіта вища, безпартійний                | 31.10.2010   |                 |

Примітка: таблиця складена за даними джерела